# Kinh hoa yên vân
Kinh hoa yên vân (tựa gốc: Moment in Peking) là một tiểu thuyết lịch sử nguyên tác bằng tiếng Anh của Lâm Ngữ Đường. Cuốn tiểu thuyết đầu tay này của tác giả đề cập tới nhiều biến cố tại Trung Quốc những năm 1900–1938, bao gồm Phong trào Nghĩa Hòa Đoàn, Cách mạng Tân Hợi, Thời kỳ quân phiệt, sự xuất hiện của chủ nghĩa dân tộc và chủ nghĩa cộng sản, cũng như sự bắt đầu của Chiến tranh Trung-Nhật.

## Chuyển thể
Kinh hoa yên vân đã ba lần được chuyển thể sang phim truyền hình, bao gồm một bản năm 1988 do Đài Loan thực hiện, và sau này có bản 2005 và bản 2014 của Trung Quốc.